# سارا دريهر
سارا دريهر (بالإنجليزية: Sarah Dreher)‏‏ (26 مارس 1937 - 2 أبريل 2012 في أميرست)؛ روائية من الولايات المتحدة.

## الجوائز
- جائزة لامدا الأدبية